# Mute Print
Mute Print är ett album från 2004 av A Wilhelm Scream.

## Låtlista
Sångtexter av Trevor Reilly, utom #8 som skrevs av Nuno Pereira. Musik av A Wilhelm Scream.
| Nr  | Titel                                      | Längd |
| --- | ------------------------------------------ | ----- |
| 1.  | Mute Print                                 | 1:15  |
| 2.  | Famous Friends and Fashion Drunks          | 2:24  |
| 3.  | Anchor End                                 | 2:46  |
| 4.  | William Blake Overdrive                    | 3:06  |
| 5.  | Brand New Me, Same Shitty You              | 3:11  |
| 6.  | The Rip                                    | 3:16  |
| 7.  | Retiring                                   | 2:10  |
| 8.  | Stab. Stab. Stab.                          | 3:46  |
| 9.  | A Picture of the World                     | 3:56  |
| 10. | Kursk                                      | 3:33  |
| 11. | Dreaming of Throwing Up                    | 3:31  |
| 12. | Mute Print (video) (Enbart japansk utgåva) |       |

## Medverkande
- Nuno Pereira – sång
- Trevor Reilly – gitarr, bakgrundssång
- Christopher Levesque – gitarr
- Jonathan Teves – bas, bakgrundssång
- Nicholas Pasquale Angelini – trummor